# Pelekium sharpii
Pelekium sharpii là một loài rêu trong họ Thuidiaceae. Loài này được (H.A. Crum) G. M. Suarez & Schiavone mô tả khoa học đầu tiên năm 2010.